# Egy rém rendes család Budapesten
Az Egy rém rendes család Budapesten 2006 és 2007 között vetített magyar szitkom, amelyet Pajer Róbert, Zilahy Tamás és Kubinszky Péter rendezett. Az Egy rém rendes család magyar adaptációja. A főbb szerepekben Szervét Tibor, Bertalan Ágnes, Jurics Adrián, Marsi Laura, Sárközi József és Bacsa Ildikó látható
Az első epizódját a TV2 2006. október 17-én mutatta be.

## Történet
A Bándi család egy tipikus magyar család karikatúrája. Papa (Bándi Sanyi), mama (Bándi Juci) és két gyerek (Bándi Dia, Bándi Misi), mint a klasszikus családmodellben, csak éppen ellentmondanak minden hagyományos családi értéknek. Ők az örök vesztes mintapéldányai, de mégsem sajnáljuk őket, mert soha egyetlen jó szavuk sincsen semmiről és senkiről, de főleg egymásról. A világ legönzőbb emberei, és ezt teljes mellszélességgel vállalják is. Senkit és semmit nem tisztelnek, a legnagyobb természetességgel teregetik ki bárki előtt a családi titkokat és ezek a titkok általában a csóróságukról, vagy a szexuális életükről szólnak. A Bándi családról talán csak egy pozitívum mondható el: összetartóak.
Egy kicsi lepattant családi házban élnek, Budapest külvárosában. Van egy kutyájuk, akinek az aktivitása egy koszos subaszőnyegével vetekszik. A ház mindössze egy amerikai konyhás nappaliból, egy hálószobából, és a tetőtérben berendezett közös gyerekszobából áll.
Sanyi és Juci a gimi vége óta házasok, mindketten úgy érzik, azóta romlott el az életük. Sanyi azt gondolja Juciról, hogy lusta, önző és élősködő, Juci azt gondolja Sanyiról, hogy egy bunkó, vesztes, macsó, és mindkettőnek igaza van. Két gyerekük a tizenöt éves laza erkölcsű Dia, és tizenkét éves kissé koraérett Misi, ugyanabba a környékbeli tizenkét osztályos gimnáziumba jár, ahová annak idején a szüleik.
Bándiék ócska kis házának szomszédságában egy csinos kis villa áll, amit nemrég vásárolt meg Vastagh Edit és Robi egy Bándiékkal egykorú, jól szituált házaspár, akik a bankszakmában dolgoznak. Ők pontosan Bándiék ellentétei, akik az előre megtervezett, tökéletes életüket élik. Émelyítően imádják egymást, és minden tökéletesen rendben van körülöttük, amíg nem találkoznak Bándiékkal, akiknek a stílusa, és életfelfogása bár elborzasztja őket, mégsem tudják kivonni magukat a hatásuk alól. 

## Kritika
Már a sorozat indulása előtt heves vitákat váltott ki az, hogy szükséges-e a régi amerikai sorozat átvétele egy hazai produkció létrehozása helyett. Később azt kifogásolták egyrészt, hogy a történetet nem alakították eléggé a magyar körülményekhez, másrészt az eredeti sorozat rajongói azt hiányolták, hogy a szereplők nem ugyanolyanok, mint az amerikai sorozatban megismert karakterek.
"Az Egy rém rendes család Budapesten a fájóan rossz magyar poénokkal, a rosszul időzített hatásszünetekkel és az idegesítő főcímzenével együtt is sokkal jobb, mint eddig bármi, amit magyarok csináltak sitcom néven."
Szervét Tibor nyilatkozta 2011-ben: „- Egy hónapig itt voltak az amerikaiak, és azt mondták: "Ahhoz, hogy a poén üljön, előbb tedd le a poharad, nézz rá, és csak utána szólalj meg", mindennek megvan a ritmusa. Ezt a szakszerűséget itthon nagyon kevesen gyakorolják. Az amerikaiaknál ez alap, ők másfajta munkadinamikát működtetnek. Például mindig örültek annak, ha valami jól sikerült. Korrigáltunk, korrigáltunk, de amikor végre összejött, megéltük a sikerét. Utána viszont, amikor elmentek, Bertalan Ágival eléggé csalódottan néztük, hogyan folytatják a munkát a mieink. A sitcom műfaja eddig mindig megbukott, de semmiképpen nem azért, mert ez amerikai műfaj és nem a mi világunk. Mert igenis vannak itt hagyományai: Molnár Ferenc, Rejtő Jenő pont ezt a humort művelte, vagy a '30-as évek bulvárvígjáték-szerzői, mint Vaszary Gábor. De ennek a műfajnak olyan írói, rendezői, és színészi követelményei vannak, amelyeknek mi most nem vagyunk birtokában. Mindenkin egyformán múlott, hogy ez eddig nem tudott jól megvalósulni - igen, rajtunk, színészeken is. De a megfelelő írók is hiányoznak, hogy a humor egyensúlyban legyen az érzelemmel, a lassú a gyorssal, a szereplők önmagukkal és egymással. Nekünk ezt újra kellene tanulni.”

## Főszereplők
| Magyar név  | Színész        |
| ----------- | -------------- |
| Bándi Sanyi | Szervét Tibor  |
| Bándi Juci  | Bertalan Ágnes |
| Bándi Misi  | Jurics Adrián  |
| Bándi Dia   | Marsi Laura    |
| Vastag Robi | Sárközi József |
| Vastag Edit | Bacsa Ildikó   |

## Epizódok
| Rész | Cím                       | Feldolgozott epizód                  | Vetítés            |
| ---- | ------------------------- | ------------------------------------ | ------------------ |
| 1    | Új szomszédok             | 1x01 - Új szomszédok                 | 2006. október 17.  |
| 2    | Póker                     | 1x08 - A pókerjátszma                | 2006. október 24.  |
| 3    | Hol a főnök?              | 1x12 - Nem félünk a főnöktől         | 2006. október 31.  |
| 4    | Ég veled, Dundi Tündi!    | 1x13 - A terveket lelövik, ugye?     | 2006. november 7.  |
| 5    | Mégis kinek a szobája?    | 1x04 - Egy zsák alma                 | 2006. november 14. |
| 6    | Rémálom                   | 1x11 - Rémálom Al utcájában          | 2006. november 22. |
| 7    | Egy kis kiruccanás        | 1x07 - Nős - gyerekek nélkül         | 2006. november 29. |
| 8    | A fogyókúra               | 1x02 - Peggy és a stewardesek        | 2006. december 6.  |
| 9    | A kísértés                | 1x10 - Al kísértése                  | 2006. december 13. |
| 10   | A házőrző                 | 1x03 - Jaj a betörőnek               | 2006. december 20. |
| 11   | Földre szállt angyal      | 2x12 - Fodros felhők                 | 2007. március 14.  |
| 12   | Kutya baja!               | 2x04 - Brúnó, a nagy kan             | 2007. március 21.  |
| 13   | Telefonszámla             | 2x07 - Akiért a harang szól          | 2007. március 28.  |
| 14   | A nagy szökés             | 2x18 - A nagy szökés                 | 2007. április 4.   |
| 15   | Gyalog galopp             | 2x08 - Élet autó nélkül              | 2007. április 11.  |
| 16   | Egy cica, két cica…       | 2x15 - Bundyék és az egerek          | 2007. április 18.  |
| 17   | Borotvaélen               | 2x10 - Borotvaélen                   | 2007. április 25.  |
| 18   | Fejősbika                 | 2x21 - Pénz áll a házhoz             | 2007. május 2.     |
| 19   | Mellesleg                 | 3x06 - Kebelbarátok                  | 2007. május 9.     |
| 20   | Tincs, ami nincs          | 3x07 - Kopaszklub                    | 2007. május 16.    |
| 21   | Horpadások és dudorok     | 2x19 - Kocsimpotencia                | 2007. május 23.    |
| 22   | A rettenthetetlen         | 3x15 - Ökölharc                      | 2007. május 30.    |
| 23   | Házassági évforduló       | 1x06 - Házassági évforduló           | 2007. június 6.    |
| 24   | Kicsi a ház, nagy a rakás | 3x16 - A ház, amelynek lába kelt     | 2007. június 13.   |
| 25   | A kukkoló                 | 3x22 - Szoba, belátással             | 2007. június 20.   |
| 26   | Tincs, ami van            | 3x09 - Rekviem egy halott fodrászért | 2007. június 27.   |

## A sorozat készítése
A TV2 televíziós csatorna vezetése megvásárolta az amerikai Egy rém rendes család licencét, és a magyar viszonyokra adaptálta az Egyesült Államokban és több más országban is sikeres sitcom sorozatot.
A produkciót segítő amerikai szakemberek célja az volt, hogy az eredeti sorozathoz egyértelműen hasonló és csak apróságokban más sitcom készüljön. A magyar forgatókönyvírók mindössze az amerikai középosztály elé görbe tükröt tartó sorozat poénjait igazították a hazai sajátosságokhoz azért, hogy kikerüljenek a szövegből a magyar kultúrkörben ismeretlen amerikai jellemzők.
Módosítottak például a következőkön:
- A főhős itthon nem cipőbolti eladó, hanem cipőboltot vezető vállalkozó. Egyszerűen azért, mert Magyarországon a cipőbolti eladók még az alsó középosztály életszínvonalára sem tudnak felkapaszkodni.
- Annak ellenére, hogy az amerikai középosztálybeli családokra jellemző ház Magyarországon inkább egy hatodik emeleti panellakásnak felel meg, a magyar változatban nincs szó panelban nyomorgó családról. Az amerikai szakértők ragaszkodtak ahhoz, hogy a magyar rém rendes család egy Budapest melletti, külvárosiasodó településen (mint például Vecsés) él egy nem túl nagy családi házban, amit Juci örökölt az apjától.
- Az eredeti házban látható nagy mosó-szárítógépet kiírták a sorozatból, mivel ezt nem azzal a réteggel azonosítják a magyar nézők, mint akiket a Bándi család képviselne.
- Juci nem háztartásbeli, hanem otthonról dolgozó vállalkozó, aki a saját szépségápolási termékét, az "Enci Kencit" árulja a környékbeli nőknek. Ettől függetlenül ugyanúgy elhanyagolja anyai és hitvesi teendőit, ahogy Peggy.
- Az eredeti sorozatban Al Bundy egy yachtot építget a pincében, ám egy lepukkant magyar középosztálybeli család esetében ez kevéssé hihető, ezért Bándi Sanyi egy motoron bütykölget.
- Al Bundy erős ellenszenvvel van a franciák iránt, ami Bándi Sanyinál a törökök iránti ellenszenvben nyílvánul meg. Ez az amerikai-francia ellentétet  helyettesíti a magyarok számára egy sokkal relevánsabb nemzeti ellentéttel.
- Az eredeti sorozatban a főszereplő az amerikai fociért rajong, a magyar változat főhőse a futball szerelmese.
- Al Bundy jellegzetes nadrághuzigálása helyett a családfőt alakító Szervét Tibor talált ki más jellegzetességet: egy focilabda alakú párnát göngyöl a hóna alá.

A  szereplőválogatást  az eredeti széria produkciós menedzsere, Fran McConnell irányította Budapesten is. „A  legfontosabb a hozzáállás volt, a mozdulatok, és a komikus véna – és ez megvan minden szereplőnkben. Ha például a színészek tudnának angolul, akár az USA-ban is leforgathatnánk velük a remake-t” – nyilatkozta. Az amerikai szakértők a magyar Al Bundytól, akit Szervét Tibor alakított, el voltak ragadtatva. A szerepre eleinte Csuja Imre is jelentkezett, aki az eredeti sorozatban kölcsönözte Al Bundy magyar hangját, de végül nézetkülönbségekre hivatkozva nem őt választották.  Az epizódokban elismert, díjazott színházi színészek és színészi tapasztalattal nem rendelkező kezdők is szerepeltek.
A 26 epizód első része 2006. október 17-én került bemutatásra, majd hetente egy részt vetítettek, főműsor időben. Az amerikai szakértők a tapasztalataik alapján jelezték, hogy körülbelül egy évnek kell eltelnie ahhoz, hogy a szereplők és a nézők közt létrejöjjön valamiféle kapcsolat, ám a sorozat kedvezőtlen fogadtatása miatt a negyedik résztől kezdődően egy későbbi programsávban kezdték sugározni az epizódokat, majd december végétől 2007. március közepéig szüneteltették a műsort. A nézettségi felmérés ugyanakkor az Egy rém rendes család Budapesten javára írta, hogy „kifejezetten jól teljesített a falusiak és a kiskorúak között: a sorozat nézettsége mindkét korcsoportban felülmúlta a csatorna átlagos közönségarányát, vagyis a TV2 más műsoraihoz képest viszonylag jól szerepelt.”
Idővel nyilvánvalóvá vált, hogy a sorozat nem váltotta be a hozzá fűzött reményeket.